# Francesco Messori
Francesco Messori (Bologna, 22 novembre 1998) è un calciatore italiano.
Nato senza la gamba destra e con diversi problemi fisici risolti con diversi interventi chirurgici, fin da bambino coltiva la passione per il calcio. Non trovando una struttura sportiva che si occupi di calcio per amputati, decide di lanciare un appello per la costituzione di una squadra che riunisca tutti i calciatori affetti da disabilità motoria.
Nel 2011, ad Assisi, incontra il Centro Sportivo Italiano con il quale decreta nel 2012 la nascita della Nazionale italiana calcio amputati di cui diviene capitano.